# COROT-14
COROT-14 — звезда, которая находится в созвездии Единорога на расстоянии около 4370 световых лет от нас. Вокруг звезды обращается, как минимум, одна планета.

## Характеристики
COROT-14 относится к классу жёлто-белых карликов главной последовательности. Её масса и радиус равны 1,13 и 1,21 солнечных соответственно. Возраст звезды оценивается приблизительно в 0,6 миллиардов лет. COROT-14 получила своё наименование благодаря космическому телескопу COROT, обнаружившему у неё планету.

## Планетная система
В 2010 году группой астрономов, работающих в рамках программы COROT, было объявлено об открытии планеты COROT-14 b в данной системе. Она представляет собой массивный газовый гигант (более чем в 7 раз превосходящий по массе Юпитер), обращающийся очень близко к родительской звезде. Полный оборот вокруг звезды планета совершает за 1,5 суток.